# Stenoma glaphyrodes
Stenoma glaphyrodes es una especie de polilla del género Stenoma, orden Lepidoptera.
Fue descrita científicamente por Meyrick en 1913.

## Distribución
Se distribuye por Guayana Francesa.